# María Angelina Costa
María Angelina Costa Palacios (Córdoba, 1945) es una política socialista española, diputada en el Congreso de los Diputados de España por la provincia de Córdoba.

## Biografía
Nacida en Córdoba en 1945, se licenció en Filología Moderna por la Universidad de Sevilla en 1967. Impartió clases en el Instituto Séneca de la capital cordobesa antes de pasar a la Facultad de Filosofía y Letras (1972). Es catedrática de Literatura Española de la Universidad de Córdoba desde el año 1995. 

## Trayectoria
Concejala del Ayuntamiento de Córdoba por el Partido Socialista Obrero Español (PSOE), ostentó el cargo de Teniente de Alcalde y Concejala de Cultura de Córdoba en el período 1999-2003. Pertenece a la Ejecutiva del PSOE de Andalucía. En marzo de 2005 participó en la constitución de la Asociación por el Progreso y la Modernización de Córdoba Futura. Desde las elecciones de 2008, ocupa un escaño en el Congreso.

## Publicaciones
- Carrillo y Sotomayor, Luis: Libro de la erudición poética. Edición de Angelina Costa. Sevilla, Alfar, 1987.
- Carrillo y Sotomayor, Luis: Poesías completas. Edición de Angelina Costa. Madrid, Cátedra, 1984.